# Joe Dever
Pour les articles homonymes, voir Dever.
Joe Dever \dʒəʊ dɪː.və(ɹ)\, de son nom civil Joseph Robert Dever, né le 12 février 1956 à Chingford (Borough londonien de Waltham Forest) en Angleterre et mort le 29 novembre 2016, est un écrivain britannique de fantastique, auteur des livres-jeu Loup Solitaire et Astre d'or.

## Biographie
Joe Dever commence comme musicien professionnel dans l'industrie du disque. En 1977, il travaille six mois à Los Angeles comme ingénieur du son et découvre Chainmail et Donjons et Dragons — il joue alors déjà aux jeux de guerre depuis 1975. Ses sessions de jeu se déroulent dans un monde fantasy de sa création, Magnamund. En 1982, il gagne le championnat de Donjons et Dragons aux États-Unis.
En 1983, le jeu de rôle s'est bien développé en Grande-Bretagne et il se décide à publier. Mais face aux divers jeux de rôle déjà existants, il préfère créer une campagne de livres-jeux, une idée encore jamais exploitée,. Le premier ouvrage de la série « Loup Solitaire » intitulé Les Maîtres des ténèbres (Flight from the Dark) sort en 1984, la couverture porte alors la mention « A role-playing adventure », une aventure de jeu de rôle ; il est traduit en français en 1985 et publié par Folio Junior. Les deux premiers tomes se vendent à 100 000 exemplaires en une semaine au Royaume-Uni ; trente ans plus tard, la série s'est vendue à 11,5 millions d'exemplaires dans le monde, et le jeu vidéo Joe Dever's Lone Wolf s'est vendu à 2,5 millions d'exemplaires,.
Il collabore avec John Grant (écriture de romans reprenant les aventures de Loup Solitaire) et Gary Chalk (illustrations intérieures des livres-jeux). Il participe à la production d'audiolivres qui en sont tirés.
Il crée d'autres livres-jeux, non traduits en français :
- Freeway Warrior, dans un univers post-apocalyptique à la Mad Max ;
- Combat Heroes, des livres-jeux où chaque paragraphe est une illustration en pleine page, avec deux modes de jeu :
  - en solitaire, l'aventure consiste à s'échapper d'un labyrinthe ;
  - à deux, chaque joueur a un livre différent ; les deux personnages s'affrontent dans un labyrinthe : à une page donnée, l'illustration montre le couloir vide, si le joueur de l'adversaire est dans ce couloir (l'adversaire est à certains numéros de page), il faut aller voir une autre illustration représentant le joueur dans le couloir.

Le domaine du livre-jeu s'essouffle à partir du milieu des années 1990 ; le tome 28 de la série « Loup Solitaire », La Cité de l'empereur (The Hunger of Sejanoz), est écrit en 1996 et publié en 1998 puis la série entre en « sommeil ». Il participe au développement de plusieurs jeux vidéo depuis 1996, généralement dans le rôle de lead designer. Il travaille par exemple sur De Sang Froid, Ground Control 2 et Killzone.
L'auteur collabore également à la création de jeux de rôle sur Loup Solitaire : Loup Solitaire, paru en 2004, Lone Wolf Multiplayer Gamebook, paru en 2010, puis Lone Wolf Adventure Game, paru en 2015.
En 2008, il déclare travailler sur un projet d'une nouvelle série de douze tomes tout en travaillant sur la révision des livres de la série Loup Solitaire dont il écrit également quatre nouvelles aventures. Le tome 29 de Loup Solitaire paraît en 2015 en italien et au printemps 2016 pour sa version anglaise. La version française, intitulée L'Œil d'Agarash, paraît en novembre 2016.
Son décès à l'automne 2016 met un nouveau frein à la publication de la série. Cependant, il laisse des indications précises concernant la suite de la saga à son fils Ben qui indique vouloir poursuivre l'œuvre de son père :

« Les notes pour les trois derniers tomes de la saga ainsi que l'héritage de cet incroyable univers nous ont été transmis pour terminer l'œuvre et c'est pour nous un immense honneur et une grande responsabilité.
It is with enormous honour and great responsibility that these notes for the final three books of the saga, and the legacy of his incredible universe, are passed to us to complete. »

— Ben DeVere
Le tome 30, le premier à être publié après son décès, est d'abord lancé en italien en 2018, puis en anglais en 2019. Sa version française est lancée en juin 2021 sous le titre d'Au Bord de l'abîme. Le tome 31 a été lancé en anglais en décembre 2020 et la date de sa publication en français n'est pas encore connue. La 32e histoire de la série, intitulée Light of the Kai, sera publiée en deux volumes, respectivement en 2024 et 2025 pour sa version originale anglaise.

## Œuvres

### Série Loup Solitaire
Les titres de la saga traduits en français sont :
1. Les Maîtres des ténèbres
2. La Traversée infernale
3. Les Grottes de Kalte
4. Le Gouffre maudit
5. Le Tyran du désert
6. La Pierre de la Sagesse
7. La Forteresse maudite
8. Dans l'Enfer de la jungle
9. La Métropole de la peur
10. Dans les Entrailles de Torgar
11. Les Prisonniers du temps
12. Le Crépuscule des maîtres
13. Les Druides de Cener
14. Le Captif du Roi-Sorcier
15. La Croisade du désespoir
16. L'Héritage de Vashna
17. La Tour de cristal
18. La Porte d'Ombre
19. Le Combat des loups
20. La Malédiction de Naar
21. Le Voyage de la Pierre de Lune
22. Les Pirates de Shadaki
23. La Guerre des runes†
24. Le Héros de Mynuit†
25. Sur la Piste du loup
26. Le Démon des profondeurs
27. La Griffe du vampire
28. La Cité de l'empereur
29. L'Œil d'Agarash
30. Au Bord de l'abîme‡

†Dans la version française, les livres 23 et 24 ont été inversés ; il faut donc compléter Le Héros de Mynuit avant La Guerre des Runes.
‡Écrit par Ben Dever et Vincent Lazzari; histoire par Joe Dever

### Encyclopédie
- The Magnamund Companion (1986)

### SérieFreeway Warrior
- Freeway Warrior 1: Highway Holocaust (1988)
- Freeway Warrior 2: Slaughter Mountain Run (1989)
- Freeway Warrior 3: The Omega Zone (1989)
- Freeway Warrior 4: California Countdown (1989)

### SérieCombat Heroes
- Combat Heroes 1: White Warlord (1986)
- Combat Heroes 1: Black Baron (1986)
- Combat Heroes 2: Scarlet Sorcerer (1987)
- Combat Heroes 2: Emerald Enchanter (1987)

### Série Astre d'Or
Co-écrite avec Ian Page (en), cette saga se déroule dans le monde de Loup Solitaire et comprend quatre volumes traduits en français :
1. Le Sorcier Majdar
2. La Cité Interdite
3. Le Royaume de l'oubli
4. La Guerre des Sorciers

### SérieLegends of Lone Wolf
Il s'agit de la novélisation des livres-jeux Loup Solitaire. Ces livres ont été écrits par Paul Barnett qui a les a signés John Grant.
- Legends of Lone Wolf 1: Eclipse of the Kai (1989)
- Legends of Lone Wolf 2: The Dark Door Opens (1989)
- Legends of Lone Wolf 3: The Sword of the Sun (1989)
- Legends of Lone Wolf 4: Hunting Wolf (1990)
- Legends of Lone Wolf 5: The Claws of Helgedad (1991)
- Legends of Lone Wolf 6: The Sacrifice of Ruanon (1991)
- Legends of Lone Wolf 7: The Birthplace (1992)
- Legends of Lone Wolf 8: The Book of the Magnakai (1992)
- Legends of Lone Wolf 9: The Tellings (1993)
- Legends of Lone Wolf 10: The Lorestone of Varetta (1993)
- Legends of Lone Wolf 11: The Secret of Kazan-Oud (1994)
- Legends of Lone Wolf 12: The Rotting Land (1994)

Il est à noter que le troisième livre, The Sword of the Sun, a été divisé en deux volumes, nommés The Tides of Treachery et The Sword of the Sun, pour sa sortie aux États-Unis.

### SérieChronicles of Magnamund
Il s'agit de romans écrits par August Hahn et Richard Ford dont l'action se déroule dans l'univers de Loup Solitaire plus de cinquante ans après la destruction du Premier Ordre Kaï.
- The Lencian Trilogy 1: The Dragons of Lencia (2008)
- The Lencian Trilogy 2: The Shadow & the Skull (TBA)
- The Lencian Trilogy 3 (TBA)
- Rise of the Agarashi 1: Glory & Greed (2008)
- Rise of the Agarashi 2: Sand & Sorrow (TBA)
- Rise of the Agarashi 3: Triumph & Tragedy (TBA)

### Lone Wolf Multi-player Gamebook System
Ce jeu de rôle a été élaboré par l'éditeur Mongoose Publishing entre 2010 et 2012.
- Lone Wolf Multi-player Gamebook Rules (coécrit avec Matthew Sprange; 2010)
- Heroes of Magnamund (coécrit avec Matthew Sprange; 2010)
- Terror of the Darklords (coécrit avec Pete Nash; 2010)
- Sommerlund (coécrit avec Darren Pearce; 2010)
- The Magnamund Bestiary (coécrit avec Darren Pearce; 2011)
- Book of the Magnakai (coécrit avec August Hahn; 2011)
- Corruption of Ikaya (coécrit avec Mark Gedak; 2011)
- The Darklands  (coécrit avec Vincent Lazzari; 2011)
- Stornlands 1  (coécrit avec Vincent Lazzari, Florent Haro, Eric Dubourg, Emmanuel Luc, Gerald Degryse; 2012)

### Lone Wolf Adventure Game
En 2013, l'éditeur anglais Cubicle 7 reprend les droits pour développer un jeu de rôle basé sur l'univers de Loup Solitaire, avec des règlements différents de la version précédente de Mongoose Publishing. En juillet 2021, l'éditeur annonce cesser la publication de ce jeu.
- Lone Wolf Adventure Game (Joe Dever et Cubicle 7 Entertainment Ltd. - 2015)
- The Heroes of Magnamund (Joe Dever et August Hahn; contenu additionnel par Vincent Lazzari, Andrew Kenrick et John E Murray - 2016)
- Adventures of the Kai (Joe Dever, August Hahn, Andrew Kenrick, Vincent Lazzari, Andrew Peregrine et Ken Spencer - 2016)
- Magnamund Menagerie (Joe Dever, Vincent Lazzari et Darren Pearce - 2017)
- Bestiary of the Beyond (Joe Dever, Vincent Lazzari, August Hahn et Darren Pearce - 2017)
- Terror of the Darklords (Joe Dever, August Hahn, Vincent Lazzari, Pete Nash et Ken Spencer - 2017)
- The Realm of Sommerlund (Joe Dever et Darren Pearce, modifié par l'équipe de Cubicle 7 - 2018)

### Bande dessinée
- Lone Wolf Graphic Novel: The Skull of Agarash (1994)

### "PhoneQuest" Interactive Telephone Adventures
- Lone Wolf: The Forbidden Tower (1989)
- Alien Intruder (1990)
- Ninja (1990)
- Tomb of the Sphinx (1990)
- Vampire Hunter (1990)
- Lone Wolf: The Fortress of Doom (1991)

### Audiolivres
- Eclipse of the Kai (1992)
- The Dark Door Opens (1993)

### Jeux vidéo
- E-Scape (1996)
- Corazon (1997)
- In Cold Blood (1998)
- Nightlong: Union City Conspiracy
- Flåklypa Grand Prix (2000)
- Flying Circus (2000)
- Wheelie (2001)
- Top Down (2001)
- Desert Gunner (2001)
- Speedboat Racer (2001)
- RVO Mech (2002)
- Ground Control II (2003)
- Killzone
- 2 Fast 2 Furious (mobile phone edition 2005)